# Académie des sciences et lettres de Montpellier
Pour les articles homonymes, voir Académie de Montpellier.
L’Académie des sciences et lettres de Montpellier est une société savante, fondée en 1846, dans la succession de la Société royale des sciences de Montpellier, créée en 1706. Elle siège en l’hôtel de Lunas à Montpellier.

## Histoire

### Première fondation

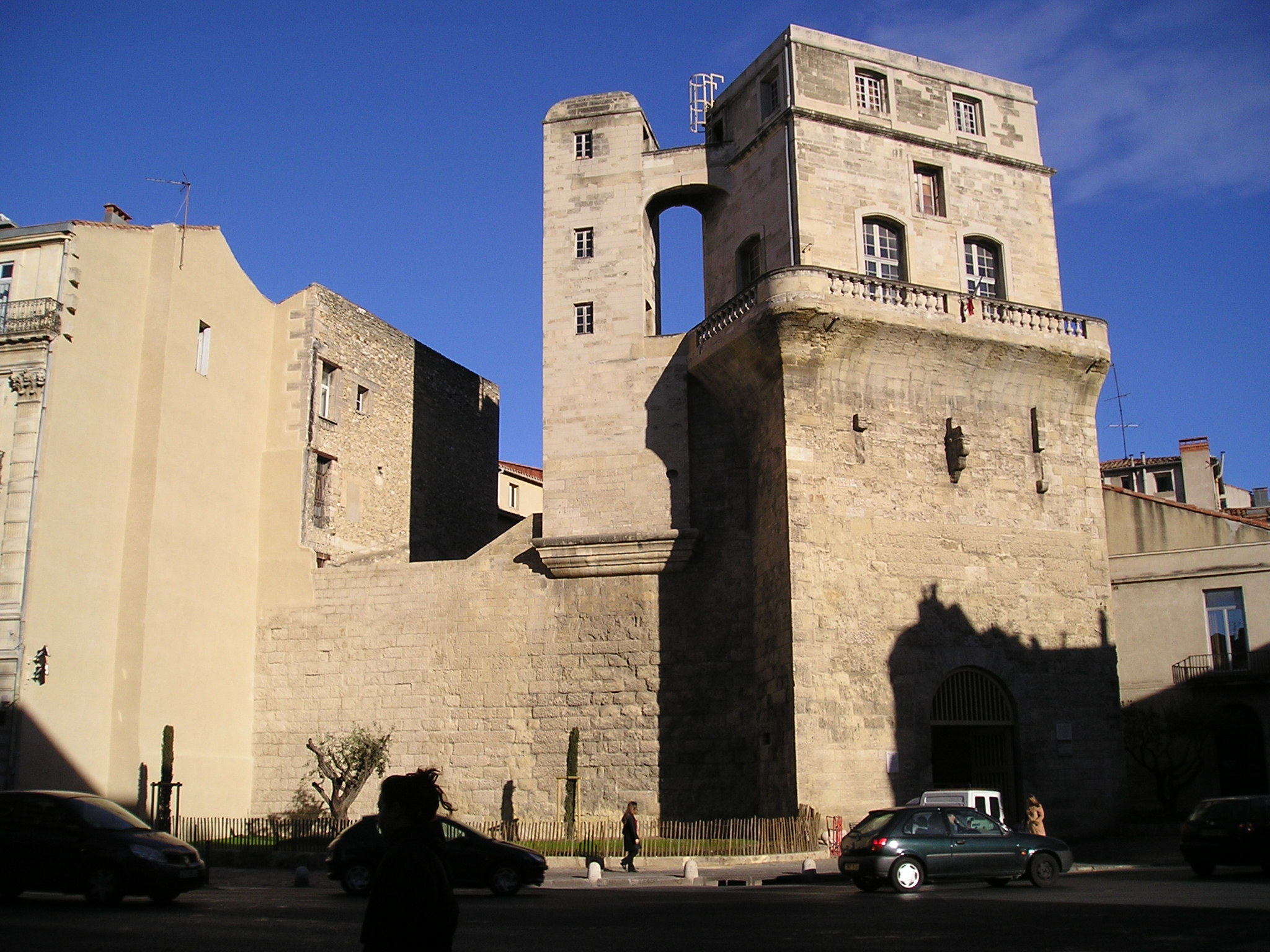
La tour de la Babotte.

La société royale des sciences de Montpellier est fondée en 1706 par lettres patentes du roi Louis XIV « comme extension et partie de l’Académie parisienne » (l'Académie des sciences créée peu avant) « afin qu'elles constituent ensemble un seul et même corps ». « Il nous a été montré, écrit le roi, que Montpellier ne pouvait être tenue pour plus digne de notre prédilection, tant elle est fameuse depuis longtemps par un grand nombre de savants érudits en toutes les sciences ». Les « trois premiers fondateurs », dit Édouard Roche, sont François de Plantade, François Xavier Bon et Jean de Clapiès.
Elle est composée à sa fondation de quinze membres titulaires répartis entre les mathématiques, l'anatomie, la chimie, la botanique et la physique.
La société publie des mémoires, elle fait des échanges de travaux avec l'académie parisienne. Elle fonde à Montpellier deux laboratoires de recherche et d'enseignement confiés à des savants reconnus, l'abbé Bertholon, chargé des travaux de physique, et Jean-Antoine Chaptal, chargé des travaux de chimie. Un observatoire d'astronomie est construit en haut de la tour de la Babotte.
Elle participe à l'élaboration de l’Encyclopédie de Diderot et d’Alembert.
En 1777, elle s'installe dans l’hôtel de Guilleminet.

### Seconde fondation
La Convention nationale dissout les sociétés savantes en septembre 1793.
En 1795, la Société libre des sciences et belles lettres de Montpellier est créée pour prendre le relais de la Société royale, avec des compétences élargies. Mais « victime des turbulences politiques inhérentes au XVIIIe siècle et de ses propres dissensions, la Société périclita lentement pour disparaître d'elle-même le 29 février 1816, avant de renaître, en décembre 1846 », sous le nom d'Académie des sciences et lettres de Montpellier. Les fonds précédents ayant disparu, l'académie doit reconstituer une bibliothèque.
L'académie siège successivement place de la Canourgue (1846–1890), au palais universitaire (1891–1963) et dans l'hôtel de Lunas (depuis 1963).

## Organisation et activités
L'académie comprend actuellement quatre-vingt-dix membres titulaires, vingt membres honoraires et quarante-deux membres correspondants qui proviennent du milieu universitaire ou socio-économique. Elle comprend trois sections de trente membres consacrées aux sciences, aux lettres et à la médecine. Elle a pour but la diffusion de la connaissance et de la culture et la participation à la réflexion tant sur le plan scientifique que social et éthique. Elle s'intéresse aux progrès des sciences dans leurs aspects fondamentaux aussi bien qu'appliqués. Les sciences humaines et littéraire font aussi partie de ses préoccupations. Elle correspond avec plus de deux cents sociétés et académies françaises et étrangères.
L'essentiel de l'activité est constitué par des communications lors des séances privées du lundi, communes aux trois sections depuis 1970. Certaines conférences sont publiques avec un rythme au moins mensuel.
La bibliothèque de l'académie comporte 40 000 volumes. Elle est hébergée et gérée depuis 1921 par la bibliothèque interuniversitaire de Montpellier sous la responsabilité d'un conservateur détaché et de ses propres bibliothécaires.
L'académie est membre de la Conférence nationale des académies des sciences, lettres et arts.

### Présidents
Présidents en exercice d'après les Bulletins annuels publiés par l'Académie.
- 1971 : Paul Pagès ;
- 1986 : Marcel Nussy Saint Saëns ;
- 1987 : Pierre Dellenbach ;
- 1988 : Paul Navaranne ;
- 1989 : François Delmas ;
- 1990 : Henri Andrillat ;
- 1991 : André Bertrand ;
- 1992 : Marcel Barral ;
- 1993 : Bernard Charles ;
- 1994 : Pierre Izarn ;
- 1995 : Véran Cambon de la Valette ;
- 1996 : Jean-Antoine Rioux ;
- 1997 : René Baylet ;
- 1998 : André Gounelle ;
- 1999 : Michel Denizot ;
- 2000 : Marcel Danan ;
- 2001 : Roger Bécriaux ;
- 2002 : Jean-Pierre Dufoix ;
- 2003 : Régis Pouget ;
- 2004 : Jean Hilaire ;
- 2005 : Philippe Viallefont ;
- 2006 : Robert Dumas ;
- 2007 : François Bédel Girou de Buzareingues ;
- 2008 : Jean-Paul Legros ;
- 2009 : Claude Lamboley ;
- 2010 : Huguette Courtès ;
- 2011 : Olivier Maisonneuve ;
- 2012 : Daniel Grasset ;
- 2013 : Michel Gayraud ;
- 2014 : Alain Sans ;
- 2015 : Michel Voisin ;
- 2016 : Jacques Balp ;
- 2017 : Jean-Pierre Nougier ;
- 2018 : Olivier Jonquet ;
- 2019 : Jean-Marie Carbasse ;
- 2020 : Hilaire Giron ;
- 2021 : Thierry Lavabre-Bertrand ;
- 2022 : Sydney Aufrère.

### Secrétaires perpétuels
D'après le bulletin annuel publié par l'Académie :
- 1986-1987 : Gaston Vidal ;
- 1988-1998 : Henri Vidal ;
- 1999 : Louis Bourdiol ;
- 2000-2008 : Michel Denizot ;
- 2009-2018 : Philippe Viallefont ;
- 2019- (en cours) : Christian Nique.

### Membres
Voir la liste chronologique des membres.

## Publications
Les publications de l'académie sont majoritairement disponibles sur Gallica :
- recueils : Recueils, série publiée de 1803 à 1813 ;
- extraits de procès-verbaux : Extraits de procès-verbaux, série publiée de 1847 à 1865 ;
- mémoires :
  - Mémoires de la section de Médecine, série publiée à partir de 1847 ;
  - Mémoires de la section des Sciences, série publiée à partir de 1847 ;
  - Mémoires de la section des Lettres, série publiée à partir de 1847 ;
- bulletins (entre 1909 et 1940) : Bulletin, série publiée à partir de 1909.